# Monuments and Melodies
Monuments and Melodies é a primeira compilação dos melhores êxitos da banda Incubus, lançado em 16 de junho de 2009 pela Epic Records.
O primeiro disco apresenta 13 singles lançados anteriormente nos álbuns Make Yourself, Morning View, A Crow Left of the Murder..., e Light Grenades, juntamente com duas novas faixas produzidas por Brendan O'Brien, "Black Heart Inertia" e "Midnight Swim".
O segundo disco é uma coleção de raridades, incluindo lados-B, cortes de sons, versões alternativas, três músicas inéditas e um cover de Prince "Let's Go Crazy". O álbum leva o título de uma canção que foi lançada originalmente como lado B de "Megalomaniac" e como uma faixa bônus em versões internacionais do A Crow Left of the Murder..., que também está incluído no disco 2 deste álbum. A arte do álbum foi elaborado pelo vocalista Brandon Boyd.

## Faixas

### Disco 1 (Monuments)
1. "Black Heart Inertia" - 4:53
2. "Drive" - 3:52
3. "Megalomaniac" - 4:54
4. "Anna Molly" - 3:46
5. "Love Hurts" - 3:57
6. "Wish You Were Here" - 3:36
7. "Warning" - 4:42
8. "Stellar" - 3:20
9. "Talk Shows on Mute" - 3:52
10. "Pardon Me" - 3:44
11. "Dig" - 4:17
12. "Oil and Water" - 3:49
13. "Are You In?" - 4:24
14. "Nice to Know You" - 4:43
15. "Midnight Swim" - 3:15

Faixas bônus no Disco 1 Japonês
1. "Make a Move"
2. "New Skin"

### Disco 2  (Melodies)
1. "Neither of Us Can See" (Original) - 4:04
2. "Look Alive" - 4:21
3. "While All the Vultures Feed" - 3:53
4. "Pantomime" (Versão Alterada) - 4:39
5. "Anything" - 3:32
6. "Punch Drunk" - 5:14
7. "Admiration" - 4:13
8. "Martini" - 4:09
9. "A Certain Shade of Green" (Acústico) - 3:36
10. "Monuments and Melodies" - 5:06
11. "Let's Go Crazy" (Cover de Prince) - 4:29

Faixas bônus do Disco 2 Japonês
1. "Follow"
2. "Make Yourself" (Acústico)
3. "Crowded Elevator"

Faixas bônus do iTunes
1. "Pardon Me" (Ao Vivo) - 4:16
2. "Mexico" - 4:23
3. "Drive" - 3:53

## Paradas
Álbum
| Parada (2009)       | Posição |
| ------------------- | ------- |
| Billboard 200       | 5       |
| Top Canadian Albums | 20      |
| Top Internet Albums | 5       |